# Planorbella duryi
 (mars 2025).
Espèce
Statut de conservation UICN

 LC  : Préoccupation mineure
Planorbella duryi, la Corne de bélier séminole[réf. nécessaire], est une espèce d'escargots d'eau douce respirant de l'air, un mollusque pulmoné gastéropode de la famille des Planorbidae, les escargots à corne de bélier. L'espèce est endémique en Floride et se trouve fréquemment dans les aquariums domestiques. Les aquariophiles appellent souvent cette espèce simplement par le nom de sa famille : "planorbe".

## Répartition

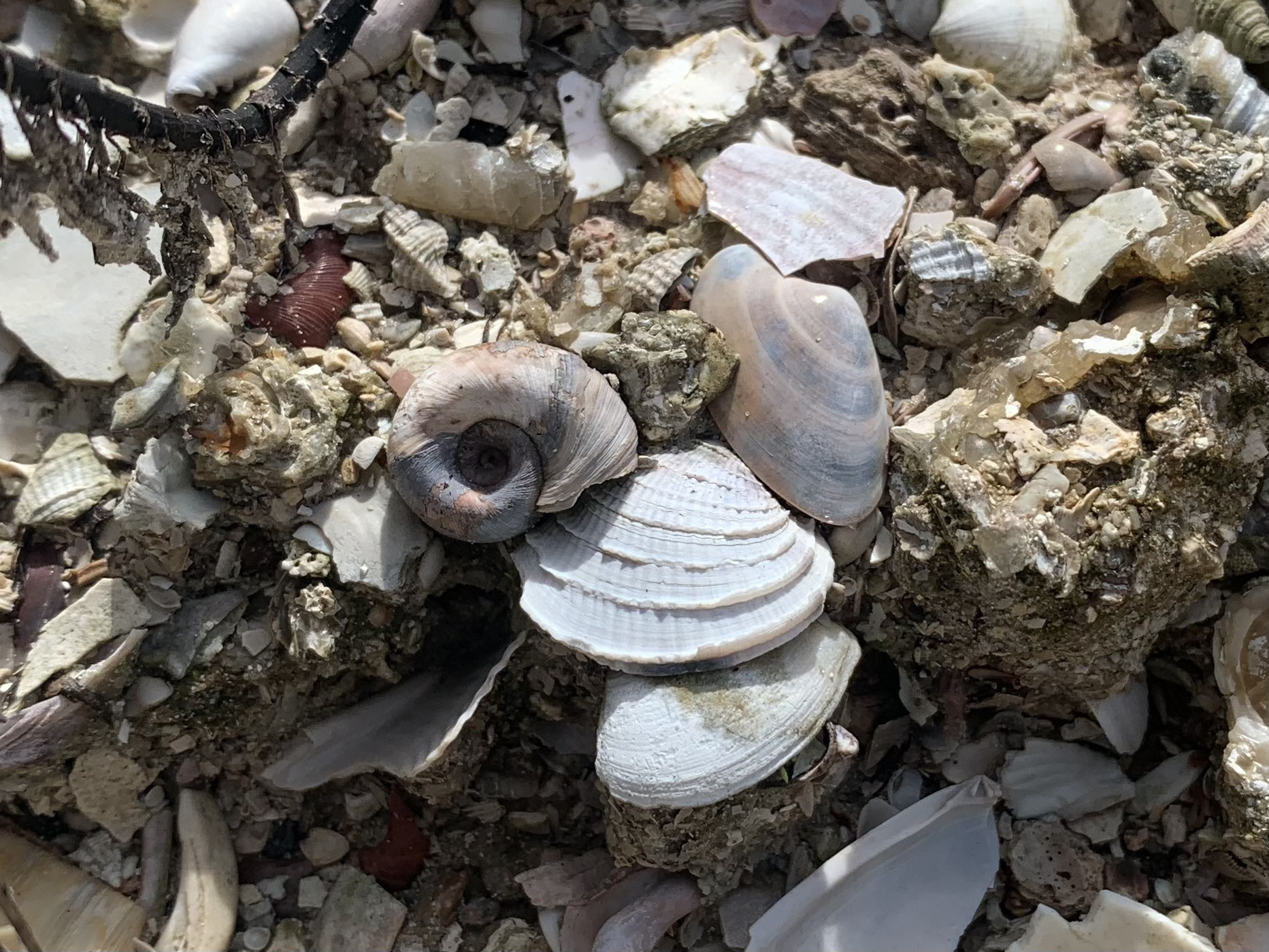
Planorbella duryi fossilisé s'érodant de la formation de Tamiami, en Floride.

Cette espèce d'escargot est endémique aux écosystèmes d'eau douce de l'État américain de Floride. Des fossiles de l'espèce ont été trouvés remontant au Piacenzien, dans la formation de Tamiami.
Il a été introduit à Hawaï et y vit à l'état sauvage. C'est une espèce introduite dans de nombreux pays : Grande-Bretagne, Irlande, Hongrie, Pologne, Nigeria (par exemple, l'État d'Ogun, Lagos, Oyo).

## Habitat
On les trouve dans la plupart des habitats d'eau douce, y compris les ruisseaux et les étangs.

## Description

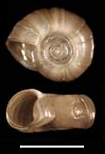
Vue apicale et aperturale d'une coquille de Planorbella duryi. La barre d'échelle représente 10 mm.

Dans la nature, ils sont bruns. 

### Variétés aquariophiles
En captivité, ces escargots ont été élevés pour se décliner en de nombreuses couleurs :
- Bleu ;
- Brun ;
- Léopard brun ;
- Léopard bleu ;
- Rouge orange ;
- Rose ;
- Vert ;
- Violet.

## Régime
Ils mangent des plantes ou des poissons morts ou en décomposition, ainsi que des algues.

## Élevage
Ce sont des hermaphrodites. Ils pondent des œufs et se reproduisent très rapidement.

## Utilisation humaine
C'est un escargot d'aquarium très commun. Les œufs peuvent pénétrer dans les aquariums sur les plantes. Certaines personnes les considèrent comme des nuisibles en raison de leur capacité à se reproduire très rapidement et à surpeupler. D'autres personnes les apprécient en tant que membres de leur équipe de nettoyage.

## Statut de conservation
Cette espèce est répertoriée par natureserve comme G5.

## Classification
Le nom valide complet (avec auteur) de ce taxon est Planorbella duryi (Wetherby (d), 1879).
L'espèce a été initialement classée dans le genre Planorbis sous le protonyme Planorbis (Helisoma) duryi Wetherby, 1879,.
Planorbella duryi a pour synonymes :
- Helisoma (Seminolina) duryi eudiscus Pilsbry, 1934
- Helisoma (Seminolina) duryi normale Pilsbry, 1934
- Helisoma (Seminolina) duryi seminole Pilsbry, 1934
- Helisoma (Seminolina) duryi (Wetherby, 1879)
- Helisoma duryi (Wetherby, 1879)
- Planorbella (Seminolina) duryi (Wetherby, 1879)
- Planorbis (Planorbina) preglabratus W. B. Marshall, 1926
- Planorbis duryi var. intercalaris Pilsbry, 1887
- Planorbis duryi Wetherby, 1879
- Planorbis intercalaris Pilsbry, 1887

## Étymologie
Son épithète spécifique, duryi, lui a été donnée en l'honneur de l'entomologiste américain Charles Dury (d) (1847-1931) qui avait transmis, quelques années auparavant, un spécimen collecté dans les Everglades à l'auteur.

## Publication originale
- (en) A. G. Wetherby, « Notes on some new or little known North American Limnaeidae », The Journal of the Cincinnati Society of Natural History, Cincinnati, vol. 2, no 2,‎ 1879, p. 93-100 (ISSN 0885-3487, OCLC 1554732, lire en ligne).